# Chitipat Kaeoyos
Chitipat Kaeoyos (thailändisch ชิติพัทธ์ แก้วยศ, * 21. März 2003) ist ein thailändischer Fußballspieler.

## Karriere
Chitipat Kaeoyos erlernte das Fußballspielen in der Jugendmannschaft des PTT Rayong FC in Rayong. Die erste Mannschaft spielte in der ersten Liga, der Thai League. Als Jugendspieler kam er in der ersten Liga einmal zum Einsatz. Sein Erstligadebüt gab Chitipat Kaeoyos am 29. September 2019 (28. Spieltag) im Auswärtsspiel gegen den Chonburi FC. Hier wurde er in der 86. Minute für Koravit Namwiset eingewechselt. Chonburi gewann das Spiel mit 3:0. Am 1. Juli 2021 unterschrieb er einen Vertrag beim Erstligisten Samut Prakan City FC. Am Ende der Saison 2021/22 belegte er mit dem Verein aus Samut Prakan den vorletzten Tabellenplatz und musste somit in die zweite Liga absteigen. Für Samut bestritt er zwei Erstligaspiele. Im Sommer 2022 wurde sein Vertrag bei Samut nicht verlängert. Im August 2022 ging er in die dritte Liga. Hier schloss er sich dem in der Eastern Region spielenden Banbueng FC an. Am Ende der Saison, in der er 16 Ligaspielel bestritt, musste er aus der dritten Liga absteigen. Nach dem Abstieg verließ er den Verein und schloss sich im Sommer 2023 dem Drittligaaufsteiger Prachinburi City FC an. Mit dem Verein aus Prachinburi spielte er 16-mal in der Eastern Region der Liga. Am Ende der Saison 2023/24 musste er mit dem Verein als Tabellenletzter in die vierte Liga absteigen. Nach dem Abstieg verließ er den Verein und schloss sich im Sommer 2024 dem in der Eastern Region spielenden Drittligisten Chachoengsao Hi-Tek FC an. Für den Verein aus Chachoengsao bestritt er 19 Ligaspiele. Nach einer Spielzeit wechselte er im Juli 2025 zum Zweitligisten Pattaya United FC.